# シャリーフ・アブドゥル＝ラヒーム
ジュリアス・シャリーフ・アブドゥル＝ラヒーム（Julius Shareef Abdur-Rahim, 1976年12月11日 - ）は、アメリカ合衆国・ジョージア州マリエッタ出身の元プロバスケットボール選手、元指導者。NBAで活躍し、2008年に引退を表明した。身長206cm、体重111kg。ポジションはフォワード。「ラヒム」と表記されることもある。信心深いイスラム教徒としても知られる。

## 経歴

### 学生時代
ジョセフ・ホイーラー高校時代は「Mr.Basketball（ミスター・バスケットボール）」の異名を持ち、1994年にはチームをジョージア州のチャンピオンへ導く活躍をした。その後カリフォルニア大学バークレー校に進学したが、わずか1年でNBA入りを表明した。

### NBA
1996年のNBAドラフトではバンクーバー・グリズリーズから全体3位の上位指名を受けてNBA入り。ルーキーイヤーの1996-97シーズンより主力として活躍。チームは創設2年目だったために苦戦を強いられ、この年は14勝68敗という散々な成績だったが、ラヒーム個人は平均18.7得点、6.9リバウンドの好成績を記録した。チーム得点王として、ルーキーながら頼れるフランチャイズプレイヤーに成長するが、チーム成績は一向に上昇することなく低迷を続けた。グリズリーズには2000-01シーズンまでの5年間在籍し、アトランタ・ホークスに移籍した。
ホークスもまた、前年は27勝しか記録しておらず、いわゆるドアマットチームだった。ラヒーム自身は移籍によってグリズリーズ時代よりも出場機会が減ったり数字を落としたりすることはなく安定した成績を残し続けたが、2001-02シーズンは33勝49敗に終わった。しかしながら自身初となるNBAオールスターゲームへの出場を果たしたシーズンでもあった。続く2002-03シーズンも同様、35勝47敗でプレーオフ出場は叶わなかった。ホークス3年目の2003-04シーズン途中、ラシード・ウォーレス、ウェズリー・パーソンと引き換えに、セオ・ラトリフ、ダン・ディッカウと共にポートランド・トレイルブレイザーズへ移籍した。
ブレイザーズは2002-03シーズンまで連続してプレーオフ出場を続けていたが、皮肉にもラヒームが移籍してきた2003-04シーズンに連続出場記録が途切れてしまう。2004-05シーズンは契約最終年で奮起を期待された年でもあったが故障などにより54試合の出場に留まり、チームも27勝55敗という悪い成績で、もちろんプレーオフ出場はならなかった。なお、個人成績は若干の下降傾向にあったが、それでも平均16.8得点、7.3リバウンドを記録している。
2004-05シーズンオフの8月、ニュージャージー・ネッツへのサイン・アンド・トレードでの移籍がほぼ確定していたが、チームによるメディカルチェックによって右膝に問題があると診断された。その数日後、ネッツは契約を破棄。ラヒームは再びフリーエージェントになったが、すぐにクリス・ウェバー放出で再建中のサクラメント・キングスと契約した。こうして望んだ2005-06シーズンは先発と控えとして72試合に出場。個人成績は軒並み下降したが、それでもベテラン選手として貢献。また、再建中のチームは年々成績が下降気味だったものの、カンファレンス7位で8シーズン連続プレーオフ出場を果たした。1回戦敗退ながら、ラヒーム自身も初めてのプレイオフを味わうことになった。NBAデビュー以来、9シーズン連続でプレーオフ出場を逃していたが、これはNBA史上第2位のワースト記録である。
キャリア末期は、ひざの怪我で満足にプレーする事ができず、2008年のオフに引退を表明。12年のプロ生活に幕を閉じた。通算830試合の出場で15028点（平均18.1点）・6239リバウンド（平均7.5本）の記録を残した。

## プレースタイル
パワーフォワードとスモールフォワードの両ポジションでプレイできると共に、プレイスタイルもまたオールラウンドな選手である。インサイドとアウトサイドからシュートを選択でき、正確なミドルレンジ（中距離）のシュートも持ち合せる。ホークス時代の2001年11月23日には50得点を記録した。チームの主力として活躍してきたベテラン選手であるが、精神的なチームリーダーとして牽引するタイプではない。

## 個人成績

### NBA

#### レギュラーシーズン
| シーズン     | チーム       | GP  | GS  | MPG  | FG%   | 3P%   | FT%   | RPG  | APG | SPG | BPG | PPG  |
| ------------ | ------------ | --- | --- | ---- | ----- | ----- | ----- | ---- | --- | --- | --- | ---- |
| 1996–97      | VAN          | 80  | 71  | 35.0 | .453  | .259  | .756  | 6.9  | 2.2 | 1.0 | 1.0 | 18.7 |
| 1997–98      | VAN          | 82* | 82* | 36.0 | .485  | .412  | .784  | 7.1  | 2.6 | 1.1 | .9  | 22.3 |
| 1998–99      | VAN          | 50* | 50* | 40.4 | .432  | .306  | .841  | 7.5  | 3.4 | 1.4 | 1.1 | 23.0 |
| 1999–00      | VAN          | 82  | 82  | 39.3 | .465  | .302  | .809  | 10.1 | 3.3 | 1.1 | 1.1 | 20.3 |
| 2000–01      | VAN          | 81  | 81  | 40.0 | .472  | .188  | .834  | 9.1  | 3.1 | 1.1 | 1.0 | 20.5 |
| 2001–02      | ATL          | 77  | 77  | 38.7 | .461  | .300  | .801  | 9.0  | 3.1 | 1.3 | 1.1 | 21.2 |
| 2002–03      | ATL          | 81  | 81  | 38.1 | .478  | .350  | .841  | 8.4  | 3.0 | 1.1 | .5  | 19.9 |
| 2003–04      | ATL          | 53  | 53  | 36.9 | .485  | .217  | .880  | 9.3  | 2.4 | .8  | .4  | 20.1 |
| 2003–04      | POR          | 32  | 3   | 22.8 | .447  | .364  | .832  | 4.5  | 1.5 | .8  | .6  | 10.0 |
| 2003-04計    | POR          | 85* | 56  | 31.6 | .475  | .265  | .869  | 7.5  | 2.0 | .8  | .4  | 16.3 |
| 2004–05      | POR          | 54  | 49  | 34.6 | .503  | .385  | .866  | 7.3  | 2.1 | .9  | .5  | 16.8 |
| 2005–06      | SAC          | 72  | 30  | 27.2 | .525  | .227  | .784  | 5.0  | 2.1 | .7  | .6  | 12.3 |
| 2006–07      | SAC          | 80  | 45  | 25.2 | .474  | .150  | .726  | 5.0  | 1.4 | .7  | .5  | 9.9  |
| 2007–08      | SAC          | 6   | 0   | 8.5  | .214  | ---   | 1.000 | 1.7  | .7  | .2  | .0  | 1.7  |
| 通算         | 通算         | 830 | 704 | 34.8 | .472  | .297  | .810  | 7.5  | 2.5 | 1.0 | .8  | 18.1 |
| オールスター | オールスター | 1   | 0   | 21.0 | 1.000 | 1.000 | ---   | 6.0  | .0  | .0  | .0  | 9.0  |

#### プレーオフ
| シーズン | チーム | GP | GS | MPG  | FG%  | 3P%  | FT%  | RPG | APG | SPG | BPG | PPG |
| -------- | ------ | -- | -- | ---- | ---- | ---- | ---- | --- | --- | --- | --- | --- |
| 2006     | SAC    | 6  | 0  | 21.5 | .535 | .000 | .600 | 4.8 | 1.2 | .3  | .0  | 9.2 |

## 備考
- 2000年シドニーオリンピックではアメリカ合衆国代表ドリームチームとして出場。金メダルを獲得した。
- 名前のシャリーフは「高貴な」、アブドゥル＝ラヒームは「慈悲深い神の使徒」という意味である。